# 阿波市場スマートインターチェンジ
阿波市場スマートインターチェンジ（あわいちばスマートインターチェンジ）は、徳島県阿波市に建設中の徳島自動車道のスマートインターチェンジである。

## 概要
本線直結型で建設され、利用可能車種はETC搭載の全車種で24時間運用。徳島方面のみ出入可となる予定。

## 道路
- E32 徳島自動車道

## 沿革
- 2019年（令和元年）9月27日 : 国土交通省より連結許可[2]。
- 2025年（令和7年）4月24日 : IC名称が「阿波スマートIC（仮称）」から「阿波市場スマートIC」に正式決定[3]。
- 供用開始時期は未定である[4]。

## 隣
E32 徳島自動車道
(3)土成IC - 阿波市場スマートIC（事業中） - 阿波PA - (4)脇町IC